# Juan Machuca
Juan de Dios Machuca Valdés (* 7. März 1951 in Santiago) ist ein ehemaliger chilenischer Fußballspieler. Während er seine Vereinskarriere komplett im Trikot von Unión Española bestritt, nahm er mit der Nationalmannschaft seines Heimatlandes auch an der Fußball-Weltmeisterschaft 1974 in Deutschland teil.

## Karriere

### Vereinskarriere
Juan Machuca, geboren 1951 in der chilenischen Hauptstadt Santiago, begann mit dem Fußballspielen in den Jugendabteilungen von Unión Española. 1970 wurde er schließlich im Alter von 19 Jahren in die erste Mannschaft des Vereins aufgenommen und verbrachte dort alle weiteren Jahre seiner Spielerkarriere. In 13 Jahren von 1970 bis 1983 brachte es Juan Machuca, der auf der Position eines Abwehrspielers agierte, auf 365 Ligaspiele als Akteur von Unión Española. Dabei gelangen ihm fünf Torerfolge.
Juan Machuca war Teil der Mannschaft von Unión Española, die in den 1970er-Jahren eine der erfolgreichsten der Vereinsgeschichte war. Mit Spielern wie etwa Verteidiger Mario Soto, Mittelfeldakteur Antonio Arias oder Stürmer Sergio Ahumada gewann Unión Española in jenem Jahrzehnt insgesamt dreimal die chilenische Meisterschaft. Die erste von den drei Meisterschaften errang Juan Machuca mit Unión Española im Jahre 1973, als man in der Primera División den ersten Platz mit acht Punkten Vorsprung auf den heutigen Rekordmeister CSD Colo-Colo belegte und damit den ersten Titel seit mehr als zwanzig Jahren gewann. Während man 1974 nur Vierter wurde, gelang Unión Española in der Saison 1975 ein weiterer großer Sprung. Nach Ende aller Spieltage rangierte man auf dem ersten Rang der Primera División mit einem Vorsprung von zwei Zählern auf Deportes Concepción. Im gleichen Jahr zeigte sich Juan Machuca mit Unión Española auch sehr erfolgreich in der Copa Libertadores, dem wichtigsten Wettbewerb für Vereinsmannschaften in Südamerika. Nachdem man in der zweiten Gruppenphase vor Universitario de Deportes aus Peru und LDU Quito aus Ecuador siegreich geblieben war, stand die Mannschaft von Trainer Luis Santibáñez im Endspiel der Copa Libertadores 1975, wo als Gegner der argentinische Seriensieger Independiente Avellaneda wartete. Nach Hin- und Rückspiel stand es unentschieden, wodurch ein Entscheidungsspiel den Sieger feststellen musste. In diesem Entscheidungsspiel setzte sich Independiente in Asunción schließlich mit 2:0 durch und verhinderte eine handfeste Überraschung zu Gunsten von Unión Española. Juan Machuca spielte in allen drei Finalspielen in der Verteidigung von Unión Española.
Als Titelverteidiger in die Saison gestartet, war Unión Española auch in der Primera División 1976 wieder ganz oben zu finden. Man war allerdings punktgleich mit dem Everton de Viña del Mar, was Entscheidungsspiele um den Meistertitel nötig machte. Hierbei musste Machuca mit Unión Española eine Niederlage einstecken und Everton den Titel überlassen. Ein letztes Mal erfolgreich war man dann 1977, als der dritte Titelgewinn der 70er-Jahre errungen wurde. Mit zwei Punkten Vorsprung ließ man Everton diesmal hinter sich. Noch sechs weitere Jahre stand Juan Machuca für Unión Española auf dem Platz, doch ein weiterer Meistertitel sollte nicht gelingen. Nach Ende der Saison 1983 beendete der Verteidiger seine Laufbahn nach 365 Ligaspielen im Alter von 32 Jahren.

### Nationalmannschaft
Zwischen 1972 und 1977 brachte es Juan Machuca auf insgesamt sechs Einsätze in der chilenischen Fußballnationalmannschaft. Ein Torerfolg gelang ihm dabei nicht. Von Nationaltrainer Luis Álamos wurde er ins Aufgebot der Südamerikaner für die Fußball-Weltmeisterschaft 1974 in Deutschland berufen. Bei dem Turnier kam Juan Machuca jedoch nicht zum Einsatz. Die chilenische Mannschaft indes schied bereits nach der Vorrunde aus, wo man in einer Gruppe mit der DDR, der Bundesrepublik Deutschland sowie Australien nur den dritten Platz belegt hatte.

## Erfolge
- Chilenische Meisterschaft: 3×

1973, 1975 und 1977 mit Unión Española
- Finalteilnahme der Copa Libertadores: 1×

1975 mit Unión Española